# Harris Fawell
Harris W. Fawell (West Chicago, 25 marzo 1929 – Naperville, 11 novembre 2021) è stato un politico statunitense, membro della Camera dei Rappresentanti per lo stato dell'Illinois dal 1985 al 1999.

## Biografia
Laureato in legge, Fawell entrò in politica con il Partito Repubblicano e nel 1963 venne eletto all'interno della legislatura statale dell'Illinois, dove rimase fino al 1977.
Dopo un tentativo infruttuoso di entrare nella corte suprema dello stato, nel 1984 Fawell si candidò alla Camera dei Rappresentanti e venne eletto. Fu riconfermato deputato per altri sei mandati, finché nel 1999 lasciò il Congresso per ritirarsi a vita privata.
Ideologicamente Fawell si fece notare per le sue posizioni conservatrici in materia fiscale e centriste sui temi sociali.